# Fédération Internationale d'Escrime
De International Fencing Federation (FIE), oftewel de Internationale Schermfederatie, is een organisatie die instaat voor het beheer van de schermsport wereldwijd. Het hoofdkantoor van de organisatie is gevestigd in Lausanne, de Olympische hoofdstad. De organisatie telt momenteel 127 ledenfederaties. De federatie organiseert jaarlijks de wereldkampioenschappen schermen.

## Geschiedenis
De FIE werd op 29 november 1913 opgericht op een congres in Parijs. Hierbij waren de volgende federaties aanwezig:
- Fédération Belge des Cercles d'Escrime
- Fédération Nationale Française d'Escrime
- Deutscher Fechter-Bund
- Magyar Vivö Szovetsëg
- Federazione Nazionale Italiana di Scherma
- Nederlandsche Amateur Schermbond
- Norge Fekteforbund
- Cesky Sermirsky Club Riegel
- Amateur Fencing Association

## Bestuur
Lijst van voorzitters:
- 1913–1921:  Albert Feyerik
- 1921–1924:  André Maginot
- 1925–1928:  George van Rossem
- 1929–1932:  Eugène Empeyta
- 1933–1948:  Paul Anspach
- 1949–1952:  Jacques Coutrot
- 1953–1956:  Giuseppe Mazzini
- 1957–1960:  Pierre Ferri
- 1961–1964:  Miguel de Capriles
- 1965–1980:  Pierre Ferri
- 1981–1984:  Giancarlo Brusati
- 1984–1992:  Rolland Boitelle
- 1993–2008:  René Roch
- 2008-heden:  Alisher Oesmanov